# 橙黄革齿菌属
橙黄革齿菌属（学名：Alutaceodontia）是裂孔菌科下的一个属。

## 下属物种
本属包括以下物种：
- 淡橙黄革齿菌 Alutaceodontia alutacea (Fr.) Hjortstam & Ryvarden